# Pediomelum aromaticum
Pediomelum aromaticum är en ärtväxtart som först beskrevs av Edwin Blake Payson, och fick sitt nu gällande namn av William Alfred Weber. Pediomelum aromaticum ingår i släktet Pediomelum och familjen ärtväxter. IUCN kategoriserar arten globalt som livskraftig.

## Underarter
Arten delas in i följande underarter:
- P. a. aromaticum
- P. a. tuhyi